# Бутков Леонтій Анисифорович
Бутко́в Лео́нтій Анисифо́рович (1907 — 16 листопада 1975) — радянський військовик часів Другої світової війни, гвардії старший лейтенант, Герой Радянського Союзу (1944).

## Біографія
Народився у 1907 році в селі Засілля Херсонського повіту Херсонської губернії (тепер село Бармашове Жовтневого району Миколаївської області) в селянській родині. Росіянин. Член ВКП(б) з 1942 року.
Після закінчення початкової школи батракував, згодом працював у органах НКВС. З 1935 року працює начальником інструментального цеху одного з миколаївських заводів.
До лав РСЧА призваний у серпні 1941 року Бакинським МВК (за іншими даними — Сталінським РВК м. Миколаєва). Учасник німецько-радянської війни з серпня 1941 року. Воював на Південному, Північно-Кавказькому та 1-у Білоруському фронтах. Брав участь у визволенні Новоросійська, Таманського півострова. Обіймав посаду командира відділення окремої розвідувальної роти 296-ї стрілецької дивізії,
Особливо командир 1-ї стрілецької роти 164-го гвардійського стрілецького полку 55-ї гвардійської стрілецької дивізії 56-ї армії Північно-Кавказького фронту гвардії старший лейтенант Л. А. Бутков відзначився під час проведення Керченсько-Ельтигенської десантної операції. У ніч на 3 листопада 1943 року десантний загін під командуванням Л. А. Буткова на суднах форсував Керченську протоку й висадився на кримський беріг поблизу села Опасна (нині в межах міста Керч). Захопивши плацдарм, закріпились на ньому, тим самим забезпечивши висадку головних сил дивізії. Старший лейтенант Л. А. Бутков при цьому особисто знищив обслугу станкового кулемета супротивника й 11 гітлерівців, але й сам був важко поранений.
З кінця лютого 1945 року гвардії капітан Л. А. Бутков — військовий комендант етапно-загороджувальної комендатури № 9 на залізничній станції Познань-Центральна (Польща).
Всього за роки війни отримав 9 поранень та 2 контузії.
У 1945 році вийшов у запас. Мешкав і працював у місті Миколаєві, згодом — у Москві.
Помер 16 листопада 1975 року в Москві. Похований на Кузьмінському цвинтарі. Його могила є об'єктом культурного спадку, пам'яткою реґіонального значення.

## Нагороди
Указом Президії Верховної ради СРСР від 16 травня 1944 року за особисту мужність і героїзм, виявлені у боротьбі з німецько-фашистськими загарбниками, гвардії старший лейтенант Бутков Леонтій Анисифорович удостоєний звання Героя Радянського Союзу з врученням ордена Леніна і медалі «Золота Зірка» (№ 3632).
Також нагороджений орденами Червоного Прапора (01.11.1943), Вітчизняної війни 2-го ступеня , Червоної Зірки (31.05.1942), медалями, в тому числі «За відвагу» (23.02.1942).